# Sportler des Jahres 2017 (Deutschland)
Die Sportler des Jahres 2017 in Deutschland wurden am 17. Dezember im Kurhaus von Baden-Baden ausgezeichnet. Veranstaltet wurde die Wahl zum 71. Mal von der Internationalen Sport-Korrespondenz (ISK). Erstmals wurde der Preis für den „Newcomer des Jahres“ vergeben. Den Zusatzpreis für Vorbilder im Sport erhielt die Leichtathletin Gesa Felicitas Krause.

## Männer
| Platz | Sportler          | Sportart              | Punkte | Erfolge 2017                                                                |
| ----- | ----------------- | --------------------- | ------ | --------------------------------------------------------------------------- |
| 1.    | Johannes Rydzek   | Nordische Kombination | 1782   | Weltmeister Normal- u. Großschanze, Teamsprint, Mannschaft                  |
| 2.    | Patrick Lange     | Triathlon             | 1323   | Sieger beim Ironman Hawaii                                                  |
| 3.    | Johannes Vetter   | Leichtathletik        | 1093   | Weltmeister im Speerwurf                                                    |
| 4.    | Alexander Zverev  | Tennis                | 1050   | Weltranglisten-Dritter                                                      |
| 5.    | Marcel Kittel     | Straßenradsport       | 709    | fünffacher Etappensieger Tour de France                                     |
| 6.    | Eric Frenzel      | Nordische Kombination | 696    | Weltmeister Teamsprint u. Mannschaft, Gesamt-Weltcupsieger                  |
| 7.    | Felix Neureuther  | Ski Alpin             | 650    | Weltmeisterschafts-Bronzemedaille im Slalom                                 |
| 8.    | Sebastian Brendel | Kanurennsport         | 615    | Weltmeister im Kanadier-Einer über 1000 u. 5000 Meter u. im Kanadier-Vierer |
| 9.    | Philip Köster     | Windsurfen            | 489    | Gesamtweltcup-Sieger                                                        |
| 10.   | Simon Schempp     | Biathlon              | 408    | Weltmeister Massenstart u. Mixedstaffel                                     |

## Frauen
| Platz | Sportler              | Sportart       | Punkte | Erfolge 2017                                                                                   |
| ----- | --------------------- | -------------- | ------ | ---------------------------------------------------------------------------------------------- |
| 1.    | Laura Dahlmeier       | Biathlon       | 3135   | Weltmeisterin Verfolgung, Einzel, Massenstart, Staffel u. Mixedstaffel, Gesamt-Weltcupsiegerin |
| 2.    | Pauline Schäfer       | Turnen         | 1786   | Weltmeisterin am Balken                                                                        |
| 3.    | Isabell Werth         | Dressurreiten  | 911    | dreifache Europameisterin                                                                      |
| 4.    | Kristina Vogel        | Bahnradsport   | 806    | Weltmeisterin im Sprint u. Keirin                                                              |
| 5.    | Gesa Felicitas Krause | Leichtathletik | 733    | Deutscher Rekord über 3000 m Hindernis, Weltmeisterschafts-Neunte                              |
| 6.    | Carolin Schäfer       | Leichtathletik | 685    | Weltmeisterschafts-Silbermedaille im Siebenkampf                                               |
| 7.    | Carina Vogt           | Skispringen    | 665    | Weltmeisterin Normalschanze u. Mixed-Team                                                      |
| 8.    | Claudia Pechstein     | Eisschnelllauf | 497    | Weltmeisterschafts-Silbermedaille über 5000 Meter                                              |
| 9.    | Tabea Alt             | Turnen         | 331    | Weltmeisterschafts-Bronzemedaille am Balken                                                    |
| 10.   | Anna Schaffelhuber    | Monoskibob     | 327    | dreifache Weltmeisterin                                                                        |

## Mannschaften
| Platz | Sportler                                | Sportart              | Punkte | Erfolge 2017              |
| ----- | --------------------------------------- | --------------------- | ------ | ------------------------- |
| 1.    | Laura Ludwig/Kira Walkenhorst           | Beachvolleyball       | 2140   | Weltmeisterinnen          |
| 2.    | Deutschland-Achter                      | Rudern                | 1668   | Weltmeister               |
| 3.    | Nationalteam Nordische Kombination      | Nordische Kombination | 1472   | Weltmeister               |
| 4.    | Volleyballnationalmannschaft der Männer | Volleyball            | 1337   | Vizeeuropameister         |
| 5.    | Fußballnationalmannschaft der Männer    | Fußball               | 1040   | Sieger Confederations Cup |
| 6.    | Biathlon-Nationalstaffel der Frauen     | Biathlon              | 880    | Weltmeister               |
| 7.    | Tischtennis-Nationalteam der Männer     | Tischtennis           | 601    | Europameister             |
| 8.    | RB Leipzig                              | Fußball               | 580    | Deutscher Vizemeister     |
| 9.    | Dressur-National-Equipe                 | Dressurreiten         | 354    | Europameister             |
| 10.   | Skisprung-Mixed-Team                    | Skispringen           | 252    | Weltmeister               |

## Weitere Auszeichnungen
- „Newcomer des Jahres“: Jacqueline Lölling (Skeleton)
- Trainer des Jahres: Jürgen Wagner (Beachvolleyball)
- Sparkassenpreis für Vorbilder im Sport: Gesa Felicitas Krause (Leichtathletik)